# Stazione di Ospedaletti Ligure
Stazione di Ospedaletti Ligure 2001-ben bezárt vasútállomás Olaszországban, Ospedaletti településen.

## Vasútvonalak
Az állomást az alábbi vasútvonalak érintették:
- Genova–Ventimiglia-vasútvonal

## Kapcsolódó állomások
A vasútállomáshoz az alábbi állomások vannak a legközelebb:
- Stazione di Bordighera
- Stazione di Sanremo (1872)